# Campeonato Brasileiro de Futebol de 2008 - Série B
O Campeonato Brasileiro da Série B de 2008 foi a 27.ª edição da segunda divisão do futebol brasileiro. Foi disputado por 20 clubes e seu regulamento foi igual aos dos anos anteriores. O torneio iniciou em 9 de maio e terminou em 29 de novembro.
O Corinthians sagrou-se campeão antecipado na 34ª rodada após uma vitória por 2-0 sobre o Criciúma em Santa Catarina. Além do Corinthians, o Santo André, o Avaí e o Barueri conquistaram o acesso para a Série A de 2009. Na parte inferior tabela, o Marília, o Criciúma, o Gama e o CRB foram as equipes com menos pontos e acabaram rebaixadas para a Série C em 2009.

## Regulamento
A Série B do Campeonato Brasileiro de 2008 foi disputada por 20 clubes em 2 turnos. Em cada turno, todos os times jogaram entre si uma única vez. Os jogos do primeiro turno foram realizados na mesma ordem no segundo turno, apenas com o mando de campo invertido. Não há campeões por turnos, sendo declarado campeão brasileiro da segunda divisão o time que obtiver o maior número de pontos após as 38 rodadas.

## Equipes participantes
| Equipe       | Cidade        | Estado | Em 2007       | Estádio             |
| ------------ | ------------- | ------ | ------------- | ------------------- |
| ABC          | Natal         | RN     | 4º (Série C)  | Frasqueirão         |
| América      | Natal         | RN     | 20º (Série A) | Machadão            |
| Avaí         | Florianópolis | SC     | 15º           | Ressacada           |
| Bahia        | Salvador      | BA     | 2º (Série C)  | Jóia da Princesa    |
| Barueri      | Barueri       | SP     | 13º           | Arena Barueri       |
| Bragantino   | Bragança Pta. | SP     | 1º (Série C)  | Marcelo Stéfani     |
| Brasiliense  | Taguatinga    | DF     | 9º            | Boca do Jacaré      |
| Ceará        | Fortaleza     | CE     | 16º           | Castelão            |
| CRB          | Maceió        | AL     | 8º            | Estádio Rei Pelé    |
| Corinthians  | São Paulo     | SP     | 17º (Série A) | Pacaembu            |
| Criciúma     | Criciúma      | SC     | 7º            | Heriberto Hülse     |
| Fortaleza    | Fortaleza     | CE     | 5º            | Castelão            |
| Gama         | Gama          | DF     | 12º           | Bezerrão            |
| Juventude    | Caxias do Sul | RS     | 18º (Série A) | Alfredo Jaconi      |
| Marília      | Marília       | SP     | 6º            | Bento de Abreu      |
| Paraná Clube | Curitiba      | PR     | 19º (Série A) | Vila Capanema       |
| Ponte Preta  | Campinas      | SP     | 11º           | Moisés Lucarelli    |
| Santo André  | Santo André   | SP     | 14º           | Bruno José Daniel   |
| São Caetano  | São Caetano   | SP     | 10º           | Anacleto Campanella |
| Vila Nova    | Goiânia       | GO     | 3º (Série C)  | Serra Dourada       |

## Classificação
| Pos | Equipes          | Pts | J  | V  | E  | D  | GP | GC | SG  | %  | Classificação ou rebaixamento |
| --- | ---------------- | --- | -- | -- | -- | -- | -- | -- | --- | -- | ----------------------------- |
| 1   | Corinthians      | 85  | 38 | 25 | 10 | 3  | 79 | 29 | +50 | 74 | Promovidos à Série A de 2009  |
| 2   | Santo André      | 68  | 38 | 19 | 11 | 8  | 71 | 45 | +26 | 59 | Promovidos à Série A de 2009  |
| 3   | Avaí             | 67  | 38 | 18 | 13 | 7  | 71 | 40 | +31 | 58 | Promovidos à Série A de 2009  |
| 4   | Grêmio Barueri   | 63  | 38 | 20 | 3  | 15 | 58 | 55 | +3  | 55 | Promovidos à Série A de 2009  |
| 5   | Ponte Preta      | 58  | 38 | 17 | 7  | 14 | 54 | 46 | +8  | 50 |                               |
| 6   | Vila Nova        | 58  | 38 | 17 | 7  | 14 | 57 | 55 | +2  | 50 |                               |
| 7   | Bragantino       | 57  | 38 | 16 | 9  | 13 | 47 | 41 | +6  | 50 |                               |
| 8   | Juventude        | 56  | 38 | 16 | 8  | 14 | 51 | 48 | +3  | 49 |                               |
| 9   | São Caetano      | 54  | 38 | 14 | 12 | 12 | 61 | 55 | +6  | 47 |                               |
| 10  | Bahia            | 52  | 38 | 14 | 10 | 14 | 47 | 65 | -18 | 45 |                               |
| 11  | Paraná           | 49  | 38 | 14 | 7  | 17 | 49 | 54 | -5  | 42 |                               |
| 12  | Ceará            | 49  | 38 | 12 | 13 | 13 | 52 | 50 | +2  | 42 |                               |
| 13  | ABC              | 48  | 38 | 12 | 12 | 14 | 55 | 57 | -2  | 42 |                               |
| 14  | Brasiliense      | 47  | 38 | 13 | 8  | 17 | 56 | 64 | -8  | 41 |                               |
| 15  | América de Natal | 46  | 38 | 12 | 10 | 16 | 46 | 51 | -5  | 40 |                               |
| 16  | Fortaleza        | 45  | 38 | 12 | 9  | 17 | 56 | 56 | 0   | 39 |                               |
| 17  | Marília          | 45  | 38 | 11 | 12 | 15 | 47 | 60 | -13 | 39 | Rebaixados à Série C de 2009  |
| 18  | Criciúma         | 41  | 38 | 11 | 8  | 19 | 40 | 54 | -14 | 35 | Rebaixados à Série C de 2009  |
| 19  | Gama             | 35  | 38 | 9  | 8  | 21 | 37 | 72 | -35 | 30 | Rebaixados à Série C de 2009  |
| 20  | CRB              | 24  | 38 | 5  | 9  | 24 | 35 | 72 | -37 | 21 | Rebaixados à Série C de 2009  |

## Confrontos
Para ler a tabela, a linha horizontal representa os jogos da equipe como mandante. A coluna vertical indica os jogos da equipe como visitante.
|                | ABC | AMN | AVA | BAH | BRG | BRS | CEA | COR | CRB | CRI | FOR | GAM | GBR | JUV | MAR | PAR | PON | SAD | SCA | VIL |
| -------------- | --- | --- | --- | --- | --- | --- | --- | --- | --- | --- | --- | --- | --- | --- | --- | --- | --- | --- | --- | --- |
| ABC            | —   | 0–0 | 1–1 | 5–1 | 0–0 | 2–2 | 3–3 | 0–1 | 1–0 | 0–0 | 1–4 | 4–1 | 3–0 | 1–1 | 1–1 | 1–0 | 1–1 | 1–3 | 2–1 | 3–2 |
| América-RN     | 3–2 | —   | 1–5 | 0–1 | 0–0 | 3–4 | 0–0 | 2–0 | 0–0 | 1–0 | 1–1 | 2–0 | 3–1 | 2–0 | 3–0 | 3–2 | 2–1 | 2–1 | 1–1 | 5–1 |
| Avaí           | 0–0 | 1–1 | —   | 4–1 | 3–1 | 1–0 | 2–1 | 1–1 | 5–1 | 3–0 | 2–1 | 2–0 | 3–0 | 1–0 | 3–1 | 3–1 | 2–1 | 1–1 | 2–2 | 4–1 |
| Bahia          | 1–1 | 3–0 | 2–1 | —   | 2–2 | 1–0 | 1–1 | 0–3 | 2–0 | 2–0 | 1–1 | 2–2 | 0–1 | 1–0 | 2–1 | 0–0 | 2–1 | 1–4 | 1–1 | 3–2 |
| Bragantino     | 1–1 | 1–0 | 3–2 | 4–0 | —   | 2–1 | 1–1 | 1–1 | 3–2 | 0–2 | 0–1 | 4–0 | 0–2 | 0–1 | 1–0 | 3–0 | 2–0 | 1–0 | 2–1 | 2–1 |
| Brasiliense    | 1–0 | 1–0 | 0–1 | 2–3 | 3–1 | —   | 3–1 | 1–1 | 6–3 | 2–1 | 0–0 | 3–2 | 0–1 | 2–2 | 2–2 | 1–2 | 2–0 | 1–1 | 2–2 | 2–1 |
| Ceará          | 3–1 | 2–0 | 0–0 | 2–2 | 0–0 | 3–0 | —   | 2–2 | 1–0 | 3–1 | 1–0 | 1–0 | 1–0 | 2–1 | 3–2 | 1–1 | 2–0 | 2–3 | 1–0 | 1–2 |
| Corinthians    | 4–0 | 2–0 | 3–2 | 0–1 | 2–0 | 4–1 | 2–0 | —   | 3–2 | 0–0 | 2–0 | 5–0 | 1–0 | 2–0 | 5–0 | 2–1 | 3–0 | 2–2 | 1–0 | 3–1 |
| CRB            | 1–3 | 1–1 | 1–1 | 1–2 | 0–2 | 2–1 | 1–0 | 1–2 | —   | 1–0 | 0–3 | 2–2 | 1–2 | 0–2 | 2–2 | 3–0 | 0–2 | 0–0 | 1–1 | 1–2 |
| Criciúma       | 2–0 | 1–0 | 1–1 | 1–2 | 1–0 | 3–1 | 2–0 | 0–2 | 3–0 | —   | 2–1 | 2–0 | 2–2 | 0–1 | 3–2 | 0–3 | 0–3 | 4–4 | 2–1 | 1–1 |
| Fortaleza      | 2–3 | 2–1 | 2–2 | 5–1 | 1–2 | 3–0 | 1–1 | 1–3 | 2–2 | 2–0 | —   | 5–1 | 2–1 | 0–0 | 0–1 | 4–1 | 0–3 | 2–0 | 1–0 | 1–2 |
| Gama           | 0–2 | 2–2 | 0–3 | 0–0 | 0–1 | 1–0 | 1–0 | 1–3 | 1–0 | 2–0 | 2–0 | —   | 0–2 | 2–0 | 2–1 | 1–2 | 1–1 | 0–4 | 1–2 | 2–2 |
| Grêmio Barueri | 3–2 | 3–0 | 2–2 | 3–2 | 2–1 | 3–1 | 4–3 | 1–4 | 1–0 | 1–0 | 1–0 | 2–0 | —   | 4–0 | 2–0 | 1–2 | 1–0 | 1–5 | 1–2 | 0–1 |
| Juventude      | 3–0 | 1–0 | 1–0 | 4–1 | 2–3 | 2–0 | 0–0 | 1–2 | 4–0 | 1–0 | 1–1 | 3–2 | 3–2 | —   | 2–0 | 1–1 | 1–1 | 2–1 | 3–4 | 4–3 |
| Marília        | 2–1 | 2–1 | 1–1 | 3–1 | 1–1 | 0–2 | 2–1 | 1–1 | 0–0 | 3–3 | 4–2 | 2–2 | 2–2 | 1–0 | —   | 0–0 | 3–1 | 2–0 | 2–1 | 1–0 |
| Paraná         | 1–0 | 2–1 | 0–1 | 3–0 | 2–2 | 1–3 | 2–2 | 0–2 | 4–0 | 3–1 | 3–1 | 1–2 | 1–0 | 1–2 | 1–0 | —   | 1–0 | 0–1 | 2–3 | 0–0 |
| Ponte Preta    | 1–2 | 2–0 | 3–2 | 1–0 | 1–0 | 2–2 | 3–2 | 1–1 | 1–0 | 3–1 | 2–2 | 1–2 | 3–0 | 1–0 | 2–0 | 3–1 | —   | 2–1 | 1–1 | 2–0 |
| Santo André    | 4–2 | 1–1 | 1–0 | 2–0 | 1–0 | 1–3 | 3–2 | 1–1 | 3–1 | 1–0 | 3–0 | 2–0 | 2–1 | 4–0 | 2–2 | 3–1 | 1–3 | —   | 0–0 | 2–1 |
| São Caetano    | 0–4 | 1–2 | 3–3 | 3–1 | 2–0 | 4–1 | 2–2 | 2–2 | 2–4 | 0–0 | 3–1 | 3–1 | 1–3 | 2–1 | 1–0 | 3–1 | 3–0 | 1–0 | —   | 1–0 |
| Vila Nova      | 3–1 | 3–2 | 1–0 | 1–1 | 2–0 | 2–0 | 1–0 | 2–1 | 2–1 | 2–0 | 1–0 | 1–1 | 2–3 | 1–1 | 4–0 | 0–2 | 2–1 | 2–2 | 2–1 | —   |

| Vitória do mandante Vitória do visitante Empate | Em negrito os jogos "clássicos". |

## Desempenho por rodada
Clubes que lideraram o campeonato ao final de cada rodada:
| Rodadas | Rodadas | Rodadas | Rodadas | Rodadas | Rodadas | Rodadas | Rodadas | Rodadas | Rodadas | Rodadas | Rodadas | Rodadas | Rodadas | Rodadas | Rodadas | Rodadas | Rodadas | Rodadas | Rodadas | Rodadas | Rodadas | Rodadas | Rodadas | Rodadas | Rodadas | Rodadas | Rodadas | Rodadas | Rodadas | Rodadas | Rodadas | Rodadas | Rodadas | Rodadas | Rodadas | Rodadas | Rodadas |
| ------- | ------- | ------- | ------- | ------- | ------- | ------- | ------- | ------- | ------- | ------- | ------- | ------- | ------- | ------- | ------- | ------- | ------- | ------- | ------- | ------- | ------- | ------- | ------- | ------- | ------- | ------- | ------- | ------- | ------- | ------- | ------- | ------- | ------- | ------- | ------- | ------- | ------- |
| 1       | 2       | 3       | 4       | 5       | 6       | 7       | 8       | 9       | 10      | 11      | 12      | 13      | 14      | 15      | 16      | 17      | 18      | 19      | 20      | 21      | 22      | 23      | 24      | 25      | 26      | 27      | 28      | 29      | 30      | 31      | 32      | 33      | 34      | 35      | 36      | 37      | 38      |
| SCA     | COR     | COR     | COR     | COR     | COR     | COR     | COR     | COR     | COR     | COR     | COR     | COR     | COR     | COR     | COR     | COR     | COR     | COR     | COR     | COR     | COR     | COR     | COR     | COR     | COR     | COR     | COR     | COR     | COR     | COR     | COR     | COR     | COR     | COR     | COR     | COR     | COR     |

Clubes que ficaram na última posição do campeonato ao final de cada rodada:
| Rodadas | Rodadas | Rodadas | Rodadas | Rodadas | Rodadas | Rodadas | Rodadas | Rodadas | Rodadas | Rodadas | Rodadas | Rodadas | Rodadas | Rodadas | Rodadas | Rodadas | Rodadas | Rodadas | Rodadas | Rodadas | Rodadas | Rodadas | Rodadas | Rodadas | Rodadas | Rodadas | Rodadas | Rodadas | Rodadas | Rodadas | Rodadas | Rodadas | Rodadas | Rodadas | Rodadas | Rodadas | Rodadas |
| ------- | ------- | ------- | ------- | ------- | ------- | ------- | ------- | ------- | ------- | ------- | ------- | ------- | ------- | ------- | ------- | ------- | ------- | ------- | ------- | ------- | ------- | ------- | ------- | ------- | ------- | ------- | ------- | ------- | ------- | ------- | ------- | ------- | ------- | ------- | ------- | ------- | ------- |
| 1       | 2       | 3       | 4       | 5       | 6       | 7       | 8       | 9       | 10      | 11      | 12      | 13      | 14      | 15      | 16      | 17      | 18      | 19      | 20      | 21      | 22      | 23      | 24      | 25      | 26      | 27      | 28      | 29      | 30      | 31      | 32      | 33      | 34      | 35      | 36      | 37      | 38      |
| PON     | PAR     | GAM     | GAM     | PAR     | AME     | AME     | AME     | CRB     | CRB     | AME     | CRB     | CRB     | CRB     | CRB     | CRB     | CRB     | CRB     | CRB     | CRB     | CRB     | CRB     | CRB     | CRB     | CRB     | CRB     | CRB     | CRB     | CRB     | CRB     | CRB     | CRB     | CRB     | CRB     | CRB     | CRB     | CRB     | CRB     |

## Artilharia
| Gols | Jogador         | Time           |
| ---- | --------------- | -------------- |
| 24   | Túlio Maravilha | Vila Nova      |
| 15   | Nunes           | Bragantino     |
| 14   | Dentinho        | Corinthians    |
| 14   | Herrera         | Corinthians    |
| 14   | Márcio Mixirica | Santo André    |
| 13   | Pedrão          | Grêmio Barueri |
| 12   | Jeferson        | Santo André    |
| 12   | Luís Carlos     | Ceará          |
| 12   | Tuta            | São Caetano    |
| 11   | Mendes          | Juventude      |

## Maiores públicos
Esses são os dez maiores públicos do Campeonato:
| Nº | Público[i] | Mandante    | Placar | Visitante   | Estádio       | Data           | Rodada |
| -- | ---------- | ----------- | ------ | ----------- | ------------- | -------------- | ------ |
| 1  | 48.010     | Fortaleza   | 3–0    | Brasiliense | Castelão      | 29 de novembro | 38ª    |
| 2  | 47.308     | Ceará       | 2–2    | Corinthians | Castelão      | 22 de julho    | 13ª    |
| 3  | 37.893     | Corinthians | 3–2    | Avaí        | Pacaembu      | 22 de novembro | 37ª    |
| 4  | 33.205     | Corinthians | 0–1    | Bahia       | Pacaembu      | 19 de julho    | 12ª    |
| 5  | 33.135     | Vila Nova   | 2–1    | Ponte Preta | Serra Dourada | 24 de outubro  | 32ª    |
| 6  | 32.583     | Corinthians | 2–2    | Santo André | Pacaembu      | 11 de outubro  | 30ª    |
| 7  | 32.341     | Corinthians | 2–0    | Ceará       | Pacaembu      | 25 de outubro  | 32ª    |
| 8  | 32.232     | Corinthians | 3–2    | CRB         | Pacaembu      | 10 de maio     | 1ª     |
| 9  | 31.225     | Ceará       | 1–0    | Fortaleza   | Castelão      | 12 de julho    | 11ª    |
| 10 | 29.348     | Fortaleza   | 2–2    | Ceará       | Castelão      | 11 de outubro  | 30ª    |

- i. ^ Considera-se apenas o público pagante

## Premiação
| Campeão Brasileiro 2008 Série B             |
| São Paulo                                   |
| ------------------------------------------- |
| Sport Club Corinthians Paulista (1º título) |